# Joanna Kulska
Joanna Dorota Kulska z domu Rudzka (ur. 22 października 1974 w Białymstoku) – polska politolożka, badaczka stosunków międzynarodowych, wykładowczyni Uniwersytetu Opolskiego.

## Życiorys
Maturę zdała w II Liceum Ogólnokształcącym w Częstochowie (1993). Ukończyła studia kulturoznawcze na Uniwersytecie Łódzkim (1998) oraz w zakresie stosunków międzynarodowych na Uniwersytecie Warszawskim (1999). Została wyróżniona w konkursie im. prof. Remigiusza Bierzanka na najlepszą pracę magisterską dotyczącą stosunków międzynarodowych. Stopień doktora nauk humanistycznych w zakresie nauk o polityce uzyskała na UW w 2005 na podstawie napisanej pod kierunkiem Grażyny Michałowskiej rozprawy Stolica Apostolska w międzynarodowych stosunkach kulturalnych od Jana XXIII do Jana Pawła II. W 2020 habilitowała się w dyscyplinie nauk o polityce i administracji na Uniwersytecie Kardynała Stefana Wyszyńskiego, przedstawiając dzieło Między sacrum i profanum. Rola czynnika religijnego w rozwiązywaniu konfliktów i budowaniu pokoju.
Jej zainteresowania naukowe obejmują takie kwestie jak: międzynarodowe stosunki kulturalne, zwłaszcza rola religii, sekularyzacja, fundamentalizm religijny, modele współpracy państwo-kościół, miejsce i role organizacji międzynarodowych, problematykę praw człowieka, rozwiązywanie konfliktów i budowanie pokoju, społeczeństwo obywatelskie, ruchy społeczne, ewolucja współczesnej dyplomacji.
Pracowała w Wyższej Szkole Pedagogicznej w Częstochowie jako koordynatorka ds. współpracy z zagranicą (1999–2003) i kierowniczka Działu Współpracy z Zagranicą i Integracji Europejskiej (2003–2005). W 2005 została wykładowczynią w Instytucie Politologii Uniwersytetu Opolskiego.
Stypendystka Fundacji Jana Pawła II w Rzymie (2001) oraz Fundacji Kościuszkowskiej (2015).

## Publikacje książkowe
- Joanna Kulska: Stolica Apostolska w międzynarodowych stosunkach kulturalnych od Jana XXIII do Jana Pawła II. Opole: Wydawnictwo Uniwersytetu Opolskiego, 2006. ISBN 83-7395-201-2. Brak numerów stron w książce
- Joanna Kulska: Między sacrum i profanum : rola czynnika religijnego w rozwiązywaniu konfliktów i budowaniu pokoju. Opole: Wydawnictwo Uniwersytetu Opolskiego, 2019. ISBN 978-83-7395-825-8. Brak numerów stron w książce